# Now That's What I Call Music! 30 (série dos Estados Unidos)
Now That's What I Call Music! 30, também conhecido apenas como Now! 30, é a 30º edição da série de álbuns Now That's What I Call Music!, lançada em 24 de março de 2009. A coletânea estreou na primeira posição da Billboard 200, com a venda de 146 mil cópias na primeira semana, e foi certificada Ouro pela Recording Industry Association of America em maio de 2009.

## Faixas
| N.º | Título                 | Artista                       | Duração |  |
| 1.  | "Just Dance"           | Lady Gaga feat. Colby O'Donis | 4:00    |  |
| 2.  | "Womanizer"            | Britney Spears                | 3:42    |  |
| 3.  | "Keeps Gettin' Better" | Christina Aguilera            | 3:01    |  |
| 4.  | "Let It Rock"          | Kevin Rudolf feat. Lil Wayne  | 3:50    |  |
| 5.  | "Heartless"            | Kanye West                    | 3:28    |  |
| 6.  | "Miss Independent"     | Ne-Yo                         | 3:50    |  |
| 7.  | "Green Light"          | John Legend feat. André 3000  | 3:53    |  |
| 8.  | "Rehab"                | Rihanna                       | 4:54    |  |
| 9.  | "I Hate This Part"     | Pussycat Dolls                | 3:38    |  |
| 10. | "Sober"                | Pink                          | 4:09    |  |
| 11. | "Crush"                | David Archuleta               | 3:27    |  |
| 12. | "About You Now"        | Miranda Cosgrove              | 3:11    |  |
| 13. | "Gives You Hell"       | The All-American Rejects      | 3:32    |  |
| 14. | "Light On"             | David Cook                    | 3:47    |  |
| 15. | "18 Days"              | Saving Abel                   | 3:49    |  |
| 16. | "Gotta Be Somebody"    | Nickelback                    | 4:10    |  |
| 17. | "Thinking of You"      | Katy Perry                    | 3:57    |  |
| 18. | "I'm Yours"            | Jason Mraz                    | 3:32    |  |
| 19. | "Love Story"           | Taylor Swift                  | 3:54    |  |
| 20. | "Sweet Thing"          | Keith Urban                   | 3:52    |  |